# Kryteria bezpieczeństwa międzynarodowego państwa
Kryteria bezpieczeństwa międzynarodowego państwa – pojęcie ściśle powiązane z bezpieczeństwem międzynarodowym w istocie są to warunki jakie muszą zostać spełnione, by dany organizm państwowy mógł zachować swoje podstawowe atrybuty, a zatem suwerenność, integralność terytorialną, podstawy ustrojowe, dawniej religię.

## Stosowane kryteria bezpieczeństwa międzynarodowego

### Spośród wielorakich kryteriów bezpieczeństwa międzynarodowego wyróżnić należy
- kryterium podmiotowe;
- kryterium przestrzenne
- kryterium przedmiotowe;
- kryterium czasowe (bezpieczeństwo jako proces i bezpieczeństwo jako stan)
- kryterium sposobu zorganizowania.

#### Kryterium podmiotowe
- narodowe (państwowe),
- międzynarodowe (regionalne, globalne)[2].

W tym podziale podmiotem bezpieczeństwa narodowego jest państwo, a podmiotem bezpieczeństwa międzynarodowego zbiorowość państw(wspólnota międzynarodowa)

#### Kryterium przestrzenne
- lokalne(jako bezpieczeństwo bilateralne, trilateralne bądź określonego wycinka geograficznego regionu)
- regionalna
- subregionalne
- ponadregionalne
- globalne

#### Kryterium sposobu zorganizowania
Rozróżnia ono systemy bezpieczeństwa za względu na sposób zorganizowania.
- równowagi sił (układ sił, który wyklucza możliwość dominacji, czy choćby wyraźnej przewagi państwa lub grupy państw)
- bezpieczeństwa zbiorowego który zakłada pokojowe rozwiązywanie sporów, ograniczenie stosowania siły, ograniczenie stosowania siły lub niestosowanie siły zbrojnej, połączenie swych sił przeciwko państwu, które zamierzałoby naruszyć przyjęte zasady
- rządu ponadpaństwaowego (światowego)

Ponadto, ze względu na sposób zorganizowania wyróżnia się :
- system blokowy (system sojuszy)
- system unilateralny (hegemonizm mocarstwowy, niezaangażowanie, neutralność, izolacjonizm)
- system kooperacyjny (wzajemne gwarancje, dialog i współpraca, wielowymiarowość współpracy, inkluzywność, przekładanie rozwiązań wielostronnych nad dwustronnymi, korzystanie przy budowie systemie bezpieczeństwa, zarówno ze środków militarnych jak i pozamilitarnych)

#### Kryterium przedmiotowe
Do najbardziej znanych zaliczamy:
- bezpieczeństwo polityczne
- bezpieczeństwo wojskowe
- bezpieczeństwo ekonomiczne (surowcowe, finansowe, technologiczne, żywnościowe)
- bezpieczeństwo społeczne
- bezpieczeństwo kulturowe (języka, wartości narodowych)
- bezpieczeństwo ideologiczne
- bezpieczeństwo ekologiczne
- bezpieczeństwo informacyjne

Narodowy system informacji ma za zadanie uniemożliwienie uzyskania dostępu do chronionych informacji przez podmioty, które mogłyby je wykorzystać w sposób zagrażający podstawowym interesom państwa. Tworzy się specjalna systemy bezpieczeństwa informacji.